# À cœur battant
Pour le film, voir À cœur battant (film).
À cœur battant est un feuilleton télévisé québécois en dix épisodes de 25 minutes diffusée du 18 avril au 20 juin 1980 à la Télévision de Radio-Canada.

## Distribution
- Ghislaine Paradis : Hélène
- Robert Toupin : Jean-Pierre

## Fiche technique
- Scénarisation : Daniel Bertolino et Jean-Pierre Liccioni
- Réalisation : Daniel Bertolino
- Société de production : Productions Via le Monde

## Épisodes

### Épisode 1:L'Afghanistan pour l'honneur
- Synopsis : Hélène et Jean-Pierre s'étaient rendus à Bakh, le sanctuaire du Bouz-Kashi, le jeu le plus violent de toute l'Asie. Devant des milliers de spectateurs, des centaines de cavaliers se réunissent chaque année au mois d'octobre pour se disputer un veau décapité et éventré, le Bouz.
- Dates de diffusion : 18 et 25 avril

### Épisode 2:Le Pakistan: (Les Kolash): La maison des danses
- Synopsis : Jean-Pierre et Hélène se sont engagés sur la piste presqu'inaccessible qui mène chez les Kalahs. peuple autonome dont l'origine reste encore de nos jours énigmatique.
- Dates de diffusion : 2 et 9 mai

### Épisode 3:La Grèce
- Dates de diffusion : 16 et 23 mai

### Épisode 4:Le Maroc: La Panne
- Date de diffusion : 30 mai

### Épisode 5:Montréal
- Date de diffusion : 6 juin

### Épisode 6:Le Québec: la vérité intérieure
- Synopsis : Le Nord du Quebec. Hélène et Jean-Pierre devront apprendre à vivre avec la nature malgré les intempéries… avec l'aide d'une famille indienne.
- Dates de diffusion : 13 et 20 juin